# Hipparchia tenebrosa
Hipparchia tenebrosa är en fjärilsart som beskrevs av Hermann Stauder 1922. Hipparchia tenebrosa ingår i släktet Hipparchia och familjen praktfjärilar. Inga underarter finns listade i Catalogue of Life.